# Peugeot J7
Peugeot J7 — малотоннажный коммерческий фургон, выпускаемый французской компанией Peugeot с 1965 по 1980 год. Всего произведено 336 220 тысяч экземпляров. 

## Описание
Автомобиль Peugeot J7 производился под видом фургона или микроавтобуса. Грузоподъёмность составляет 1400 или 1800 кг. Первоначально автомобиль оснащался бензиновыми двигателями внутреннего сгорания объёмом 1468 см3 или дизельными двигателями внутреннего сгорания объёмом 1816 см3. В Соединённом королевстве автомобиль не продавался.
В 1981 году автомобиль Peugeot J7 был вытеснен с конвейера моделью Peugeot J9.